# 앙드레 르보프
앙드레 미셸 르보프(프랑스어: André Michel Lwoff, ForMemRS, 1902년 5월 8일 ~ 1994년 9월 30일)는 프랑스의 미생물학자이다. 1965년에 효소의 유전적 조절 작용과 바이러스 합성에 대한 연구로 프랑수아 자코브, 자크 모노와 함께 노벨 생리학·의학상을 수상했다.

## 수상 경력
- 1960년 : 레이우엔훅 메달
- 1965년 : 노벨 생리학·의학상

## 회원
- 1958년 : 왕립학회 외국인 회원[1]